# Daniel Astegiano
Daniel Astegiano (* 27. August 1952 in Buenos Aires) ist ein ehemaliger argentinischer Fußballspieler auf der Position eines Stürmers.

## Laufbahn
Astegiano begann seine Profikarriere 1971 bei Rosario Central, mit dem er im selben Jahr die argentinische Fußballmeisterschaft gewann.
Nach weiteren Stationen bei den argentinischen Clubs Atlético Ledesma und Independiente wechselte Astegiano 1977 in die spanische Primera División, wo er die beiden folgenden Spielzeiten bei Rayo Vallecano verbrachte.
Von dort wechselte er in die mexikanische Liga, wo er gleich in seiner ersten Saison 1979/80 mit seinem neuen Verein Cruz Azul den Meistertitel gewann. Nach zwei Jahren bei den Cementeros spielte er noch je eine Saison beim Atlético Español FC  und bei Atlas Guadalajara, wo er seine aktive Laufbahn im Alter von 30 Jahren ausklingen ließ.
1975 absolvierte Astegiano drei Länderspieleinsätze für die argentinische Nationalmannschaft, bei denen er ebenso viele Treffer erzielte.

## Erfolge
- Argentinischer Meister: 1971 (Torneo Nacional)
- Mexikanischer Meister: 1979/80